# Uche Nwofor
Uche Nwofor (Lagos, Nigeria; 17 de septiembre de 1991) es un exfutbolista de Nigeria. Juega como delantero y su equipo actual es el VVV-Venlo de Holanda.

## Selección nacional
El 6 de mayo de 2014 fue incluido por el entrenador de la selección nigeriana Stephen Keshi en la lista provisional de 30 jugadores que iniciarán los entrenamientos con miras a la Copa Mundial de Fútbol de 2014. El 2 de junio se confirmó su inclusión en la nómina definitiva de 23 jugadores.

### Participaciones en Copas del Mundo
| Mundial                        | Sede     | Resultado        | Partidos | Goles |
| ------------------------------ | -------- | ---------------- | -------- | ----- |
| Copa Mundial Sub-20 de 2011    | Colombia | Cuartos de final | 4        | 2     |
| Copa Mundial de Fútbol de 2014 | Brasil   | Octavos de final |          |       |

## Clubes
| Club                   | País         | Año         |
| ---------------------- | ------------ | ----------- |
| Anambra Pillars        | Nigeria      | 2008 - 2009 |
| Shooting Stars(cedido) | Nigeria      | 2009 - 2010 |
| Enugu Rangers          | Nigeria      | 2010 - 2011 |
| VVV-Venlo              | Países Bajos | 2011 - 2013 |
| SC Heerenveen(cedido)  | Países Bajos | 2013 - 2014 |
| VVV-Venlo              | Países Bajos | 2014 -      |